# Искупление (фильм, 2012)
«Искупление» — снятый в 2011 году Александром Прошкиным военный фильм по одноимённому роману Фридриха Горенштейна (1967). Премьера состоялась на 23-м кинофестивале «Кинотавр» в июне 2012 года. Фильм участвовал в конкурсе, но был оставлен без наград. В сентябре фильм получил приз престижного Монреальского кинофестиваля За выдающееся художественное воплощение. Премьера фильма в Москве совпала с Днём памяти жертв сталинских репрессий. Фильм вышел в прокат 1 ноября 2012 года.

## Сюжет
Действие происходит накануне первого послевоенного нового 1946 года в разорённом южном городе. Отец комсомолки Саши погиб на фронте. Её мать приютила в доме нищенку с мужем и закрутила роман с работником дома культуры. Саша ненавидит мать и доносит на неё за то, что она ворует продукты в милицейской столовой. Саше говорят, что она «настоящий советский человек, патриот своей Родины». Кажется, что у юной комсомолки нет ни сострадания, ни сожаления, что она «сдала» мать. Всё меняется, когда Саша встречает молодого лейтенанта Августа, приехавшего в родной город в кратковременный отпуск, чтобы похоронить своих родителей, изуверски убитых и сброшенных в выгребную яму во время гитлеровской оккупации, соседом, чистильщиком обуви Шумой. Август хочет мстить, но Шума уже заживо гниёт от непонятной болезни в Ивдельлаге. От самоубийства Августа спасает зародившееся чувство к влюблённой в него девушке. Любовь всё изменила в жизни девушки, пришло понимание и прощение: мать её простила, она простила мать.

## В ролях
- Виктория Романенко — Сашенька
- Риналь Мухаметов — Август
- Андрей Панин — Фёдор («Культурник»), бывший фронтовик
- Татьяна Яковенко — Екатерина, мать Сашеньки
- Сергей Дрейден — профессор Павел Данилович
- Екатерина Волкова — жена профессора
- Виктор Сухоруков — Франя
- Дмитрий Куличков — дежурный
- Наталья Гандзюк — Ольга
- Евгений Куршинский — Василий
- Карина Андоленко — Гануся
- Тагир Рахимов — майор
- Борис Лапидус — Голод
- Нозанин Абдулвасиева — Зара
- Тамара Череповская — мать Зары

## Съёмочная группа
- Режиссёр — Александр Прошкин
- Автор сценария — Эльга Лындина
- Оператор — Геннадий Карюк
- Композитор — Эдуард Артемьев
- Художник — Евгений Качанов

## Награды и номинации
- 2012 — Монреальский международный кинофестиваль — приз За выдающееся художественное достижение[4].
- 2012 — фестиваль «Амурская осень», Благовещенск — приз Гильдии киноведов и кинокритиков России.
- 2012 — ХХ фестиваль «Виват, кино России!», Санкт-Петербург — приз За лучшую музыку — Эдуарду Артемьеву.
- 2012 — Оренбургский международный кинофестиваль «Восток и Запад. Классика и авангард»:
  - Приз за режиссуру «Золотой сарматский лев» — Александру Прошкину[5],
  - Специальный приз имени Алексея Саморядова «За лучший сценарий» — Эльге Лындиной[6].
- 2012 — Х Московский фестиваль отечественного кино «Московская премьера» — Приз редакции газеты «Московский комсомолец»[7].
- 2012 — XVIII международный кинофестиваль фильмов о правах человека «Сталкер» — Специальный приз жюри — режиссёру Александру Прошкину за фильм «Искупление» и за верность теме прав человека[8].
- 2013 — Премия «Ника» За лучшую мужскую роль второго плана (Андрей Панин). Номинации на премию «Ника»: За лучшую музыку к фильму (Эдуард Артемьев) и За лучшую операторскую работу (Геннадий Карюк).
- 2013 — Премия киноизобразительного искусства «Белый квадрат» Гильдии кинооператоров России — оператору фильма Геннадию Карюку.
- 2013 — XIX Российский кинофестиваль «Литература и кино» в Гатчине — Гран-при «Гранатовый браслет»[9].
- 2013 — XI Международный фестиваль военного кино имени Ю. Н. Озерова[10]:
  - Гран-при «Золотой меч»,
  - приз «Золотой меч» за лучшую режиссуру — Александру Прошкину,
  - приз «Золотой меч» за лучшую работу оператора — Геннадию Карюку.